# Kanan

Situation de Kanan dans la préfecture d'Osaka.

Kanan (河南町, Kanan-chō) est un bourg situé dans le district de Minamikawachi de la préfecture d'Osaka, au Japon.

## Géographie
Kanan se situe dans la partie sud-est de la préfecture d'Osaka, sur le versant ouest des monts Kongō et Yamato Katsuragi, qui séparent Osaka de la préfecture de Nara. Il est à environ 25 kilomètres du centre de la ville d'Osaka. Le bourg a une forme à peu près carrée, mesurant 7,5 kilomètres d’est en ouest et 6,7 kilomètres du nord au sud. Le paysage est vallonné ou montaigneux, avec environ un tiers de la superficie du bourg se trouvant à l’intérieur des limites du parc quasi national de Kongō-Ikoma-Kisen.

### Démographie
En 2017, la population de Kanan était de 15 953 habitants répartis sur une superficie totale de 25,26 km2 (densité de population de 632 hab./km2).

## Bâtiments et structures notables
- Université des arts d'Osaka
- Parc historique Chikatsu Asuka Fudoki-no-Oka  (大阪府立近つ飛鳥風土記の丘?)[2].
- Kofun Kanayama
- Temple Hirokawa  (弘川寺?)
- Temple Kōki  (高貴寺?)
- Temple Kenshō (顕証寺?)
- Grand sanctuaire Iwafune (磐船大神社?)
- Sanctuaire Ichisuga (一須賀神社?)
- Sanctuaire Kamonaraita (鴨習太神社?)
- Musée préfectoral Chikatsu Asuka d'Osaka